# Forstel
Forstel ist der kleinste Ortsteil der Gemeinde Höchst im Odenwald im südhessischen Odenwaldkreis.

## Geographie
Forstel liegt im nördlichen Odenwald, 13,5 km nordwestlich von Erbach. Das geschlossenes Dorf befindet sich im Buntsandsteingebiet des Odenwalds mit einseitiger Gehängelage. In Ortsnähe verläuft die Grenze vom Grund- zum Deckgebirge (Kristalliner Odenwald zum Sandstein-Odenwald), weshalb hier zahlreiche Bodenschätze vorkommen. In früheren Zeiten wurde unter anderem Hämatit und Kalkstein abgebaut. Die Landesstraße 3106 verläuft am nördlichen Ortsrand. Der Ortsteil Forstel besteht aus der 163,2 Hektar umfassenden Gemarkung Forstel.
An den Ortsteil Annelsbach grenzen, vom Norden beginnend, im Uhrzeigersinn an die Orte Annelsbach, Mümling-Grumbach, Ober-Kinzig und Hummetroth. Der Ort ist über die Kreisstraße 85 erreichbar, die von Landesstraße 3106 auf der Höhe von Annelsbach nach süden abzweigt und weiter nach Mümling-Grumbach führt, wo sie auch die Bundesstraße 45 trifft.

## Geschichte
Die älteste erhaltene Erwähnung des Ortes stammt von 1200. Der damalige Ortsname lautete Forstall. Forstel gehörte zur Herrschaft Breuberg und fiel mit ihr 1806 an das Großherzogtum Hessen.
Nach Auflösung der alten Amtsstruktur 1822 fiel der Ort in den Zuständigkeitsbereich des Landgerichts Höchst, nach der Reichsjustizreform von 1877 ab 1879 in den des Amtsgerichts Höchst im Odenwald.
Der Ort hatte im Jahre 1939 insgesamt 57 Einwohner und gehörte zum damaligen Landkreis Erbach.
Am 31. Dezember 1971 wurde die bis dahin selbständige Gemeinde Forstel im Zuge der Gebietsreform in Hessen auf freiwilliger Basis in die Gemeinde Höchst im Odenwald eingemeindet. Für Forstel sowie für die übrigen im Zuge der Gebietsreform eingegliederten Gemeinden von Höchst i. Odw. wurden Ortsbezirke gebildet.

## Bevölkerung

### Einwohnerstruktur 2011
Nach den Erhebungen des Zensus 2011 lebten am Stichtag dem 9. Mai 2011 in Forstel 36 Einwohner. Darunter waren keine Ausländer. Nach dem Lebensalter waren 3 Einwohner unter 18 Jahren, 15 waren zwischen 18 und 49, 12 zwischen 50 und 64 und 6 Einwohner waren älter. Die Einwohner lebten in 15 Haushalten. Davon waren 6 Singlehaushalte, 3 Paare ohne Kinder und 3 Paare mit Kindern, sowie 3 Alleinerziehende und 3 Wohngemeinschaften. In 3 Haushalten lebten ausschließlich Senioren und in 12 Haushaltungen leben keine Senioren.

### Einwohnerentwicklung
- 1730: 9 wehrfähige Männer[8]
- 1961: 53 evangelische (= 96,36 %), zwei katholische (= 3,64 %) Einwohner[8]

| Forstel: Einwohnerzahlen von 1829 bis 2015 | Forstel: Einwohnerzahlen von 1829 bis 2015 | Forstel: Einwohnerzahlen von 1829 bis 2015 | Forstel: Einwohnerzahlen von 1829 bis 2015 | Forstel: Einwohnerzahlen von 1829 bis 2015 |
| --- | ------------------------------------------ | ------------------------------------------ | ------------------------------------------ | ------------------------------------------ |
| Jahr |                                            |                                            |                                            | Einwohner                                  |
| 1829 | 1829                                       |                                            | 102                                        | 102                                        |
| 1834 | 1834                                       |                                            | 93                                         | 93                                         |
| 1840 | 1840                                       |                                            | 88                                         | 88                                         |
| 1846 | 1846                                       |                                            | 79                                         | 79                                         |
| 1852 | 1852                                       |                                            | 73                                         | 73                                         |
| 1858 | 1858                                       |                                            | 62                                         | 62                                         |
| 1864 | 1864                                       |                                            | 64                                         | 64                                         |
| 1871 | 1871                                       |                                            | 58                                         | 58                                         |
| 1875 | 1875                                       |                                            | 59                                         | 59                                         |
| 1885 | 1885                                       |                                            | 64                                         | 64                                         |
| 1895 | 1895                                       |                                            | 66                                         | 66                                         |
| 1905 | 1905                                       |                                            | 73                                         | 73                                         |
| 1910 | 1910                                       |                                            | 64                                         | 64                                         |
| 1925 | 1925                                       |                                            | 58                                         | 58                                         |
| 1939 | 1939                                       |                                            | 57                                         | 57                                         |
| 1946 | 1946                                       |                                            | 94                                         | 94                                         |
| 1950 | 1950                                       |                                            | 92                                         | 92                                         |
| 1956 | 1956                                       |                                            | 58                                         | 58                                         |
| 1961 | 1961                                       |                                            | 55                                         | 55                                         |
| 1967 | 1967                                       |                                            | 54                                         | 54                                         |
| 1970 | 1970                                       |                                            | 56                                         | 56                                         |
| 1980 | 1980                                       |                                            | ?                                          | ?                                          |
| 1990 | 1990                                       |                                            | ?                                          | ?                                          |
| 2000 | 2000                                       |                                            | ?                                          | ?                                          |
| 2005 | 2005                                       |                                            | 48                                         | 48                                         |
| 2010 | 2010                                       |                                            | 47                                         | 47                                         |
| 2011 | 2011                                       |                                            | 36                                         | 36                                         |
| 2015 | 2015                                       |                                            | 43                                         | 43                                         |
| Datenquelle: Historisches Gemeindeverzeichnis für Hessen: Die Bevölkerung der Gemeinden 1834 bis 1967. Wiesbaden: Hessisches Statistisches Landesamt, 1968. Weitere Quellen: LAGIS; Gemeinde Höchst im Owd.: 2005–2015; Zensus 2011 |                                            |                                            |                                            |                                            |

## Politik
Für Forstel besteht ein Ortsbezirk (Gebiete der ehemaligen Gemeinde Forstel) mit Ortsbeirat und Ortsvorsteher nach der Hessischen Gemeindeordnung. Der Ortsbeirat besteht aus drei Mitgliedern. Bei den Kommunalwahlen in Hessen 2021 kam kein Ortsbeirat zustande.